# Vísky (Plzeň)
Vísky é uma comuna checa localizada na região de Plzeň, distrito de Rokycany.